# Timelapse (Leap Day)
Timelapse is een verzamelalbum van Leap Day. 

## Inleiding
Na het tweedelige From the days of Deucalion chapter 1 en chapter 2 werd het weer even stil rond Leap Day. Nieuw materiaal zou pas in 2021 uitgebracht worden onder de titel Treehouse. In 2018 volgde met Timelapse een album met onuitgebracht (nieuwe) opnamen, alternatieve mixen en een liveversie. Het was het laatste album met Peter Stel. Opnamen vonden plaats in de Wallplug Studio in Assen en Breitner Studio in Groningen.

## Musici
- Gert van Engelenburg – toetsinstrumenten, achtergrondzang
- Jos Harteveld – zang, akoestische gitaar
- Eddie Mulder – elektrische en akoestische gitaar, achtergrondzang
- Koen Roozen – slagwerk
- Peter Stel - basgitaar
- Derk Evert Waalkens – toetsinstrumenten, percussie, achtergrondzang

## Muziek
| Nr. | Titel                                          | Duur  |
| --- | ---------------------------------------------- | ----- |
| 1.  | March under the symbol (previously unreleased) | 6:01  |
| 2.  | Mind the gap (previously unreleased)           | 10:51 |
| 3.  | Little green men (alternative version)         | 4:40  |
| 4.  | Half man, half machine (alternative version)   | 4:35  |
| 5.  | Ancient times (alternative version)            | 5:11  |
| 6.  | Awaking the muse (previously unreleased)       | 5:12  |
| 7.  | Deucalion (live 2016)                          | 10:57 |